# Anomala sapa
Anomala sapa är en skalbaggsart som beskrevs av Miyake 1994. Anomala sapa ingår i släktet Anomala och familjen Rutelidae. Inga underarter finns listade i Catalogue of Life.